# Lexikální přístup
Lexikální přístup je jedním z klíčových pojmů  psycholingvistiky. Je to centrální fáze procesu zpracování řeči, v níž dojde na základě stimulu (slyšeného nebo čteného slova v případě porozumění, resp. pojmu, který chce subjekt vyjádřit v případě produkce) k zpřístupnění odpovídajících jednotek v mentálním lexikonu (mental lexicon). Je ovlivňován mnoha různými faktory, mezi něž patří hlavně frekvence výskytu a formální a významová blízkost.

## Obecná charakteristika
Mezi přijetím řečového stimulu a rozpoznáním (lexical recognition) cílového  hesla (lexical entry) v lexikonu probíhá zcela automatizovaný a nevědomý proces lexikálního přístupu. Lexikální rozpoznání bývá chápáno jako následná koncová fáze procesu (v případě produkce následovaná ještě artikulací) po dokončení lexikálního přístupu Toto fázování ale může být u různých autorů chápáno různým způsobem. Rozpoznání bývá pojímáno také jako jedna ze součástí procesu lexikálního přístupu. U Willema Levelta, který svou práci věnuje zvláště výzkumu a modelování řečové produkce, je jako lexikální přístup označována následnost několika procesů, během nichž dojde k rozpoznání dvakrát – nejprve na úrovni významu a poté na úrovni formy.

## Sériový v. paralelní model
Podstatou lexikálního přístupu je tedy zpřístupnění, resp. aktivace lexikálních hesel, které korespondují s informací poskytnutou stimulem o cílovém slově.
Dva základní typy modelování lexikálního přístupu se liší v názoru na to, zda jsou kandidáti na cílové slovo posuzováni všichni současně (paralelně), nebo postupně (sériově).
Sériové modely popisují lexikální přístup jako posuzování korespondence jednotlivých kandidátů následně po sobě – je posouzen jeden kandidát a v případě jeho zamítnutí začne být posuzován další. Jejich výhoda je spatřována v nízkém zatížení „výpočetního systému“ (mozku) při takovém zpracování, hlavní nevýhoda pak v pomalém tempu.
Paralelní modely, které jsou v současném psycholingvistickém výzkumu šířeji přijímány, popisují lexikální přístup jako souběžnou aktivaci vícero lexikálních hesel.

## Porozumění
Marslen-Wilsonův kohortový model, který se týká řečového porozumění, je založen na předpokladu, že jak vzrůstá lineární informace na vstupu (zvukový nebo grafický řečový stimul), otevírá/aktivuje se v mysli příjemce tzv. kohorta kandidátů, kteří přicházejí v úvahu. Jednotliví členové kohorty jsou postupně, jak je vzrůstající informace vylučuje, vyřazováni, až zbude nejlépe odpovídající heslo.
V aktualizovaných podobách paralelních modelů lexikálního přístupu je podstatný právě zmíněný pojem aktivace – ta spočívá v neurální aktivitě, která může být v dané oblasti mozku (v daném okruhu) silnější nebo slabší. Silnější aktivace pak znamená větší „pohotovost“ daného lexikálního hesla k použití; tzn. že u vyloučených hesel (resp. neurálních okruhů) aktivita klesá.
V původním kohortovém modelu se předpokládalo, že slovo v kohortě, které se neshoduje se vstupní informací, je vyřazeno jednou provždy. Takový model ovšem nepočítá s možným chybným auditivním signálem (dnes se pracuje právě se zmíněnou sníženou aktivací, ne s úplným vyřazením). Podobně problematické bylo v původním modelu také rozpoznávání počátků slov v přirozeném proudu řeči, které mají být vlastním spouštěčem lexikálního přístupu.
Idea kohortového modelu se stal základním východiskem většiny dalších novějších modelů. Jeho výhody společně s odstraňováním jeho nedostatků zpracovává i jeden z nejvýznamnějších komplexních modelů řečového porozumění, tzv. trace-model autorské dvojice McClelland – Elman 

## Produkce
Jeden z nejvlivnějších modelů lexikálního přístupu pro proces řečové produkce vytvořil Willem Levelt (viz výše). Tento model je rozčleněn do dvou jasně oddělených fází: konceptuální, resp. významové, a formální. Na počátku dojde v mysli mluvčího k volbě perspektivy a uspořádání konceptů. S jednotlivými koncepty, které má mluvčí v úmyslu vyjádřit, se asociují lexikální hesla (lemmata), přitom jeden koncept – jakožto stimul vyvolávající zde lexikální přístup – aktivuje vícero významově souvisejících hesel, z nichž je třeba vybrat to, které odpovídá záměru mluvčího, tzn. cílovému konceptu. Ve chvíli, kdy je správné heslo (lemma) vybrané, vstupuje do fáze kódování formy (form encoding). Levelt zdůrazňuje, že do této druhé fáze vstupuje pouze jedno definitivně vybrané heslo (a v tomto smyslu je jeho model sériový). Pouze v případě synonymie může podle tohoto modelu dojít k postupu více hesel najednou. Pak může nastat přeřeknutí typu na vlastní uči (smíšení slov uši a oči, synonymie na úrovni frazému).
Jiným příkladem modelování lexikálního přístupu pro produkci je model Geryho Della. Od Leveltova se odlišuje svou interaktivitou, tzn. že umožňuje šíření aktivace oběma směry. U Levelta se aktivace šíří jen „shora dolů“: od konceptů k lemmatům, od lemmat k fonologickým informacím atd. až k artikulaci. Je to tedy model modulární (jednotlivé fáze jsou rozčleněny do uzavřených modulů). U Della se jednotlivé fáze neuzavírají ještě před vstupem položky do další fáze, a tak je také možné, aby se aktivace šířila i zpětně. V tomto modelu se předpokládá, že ve chvíli, kdy některá jednotka vstupuje do fáze kódování formy, proces lexikálního přístupu ještě není uzavřen, není vybráno jen jedno cílové heslo. Tak se může stát, že forma začne být kódována pro více hesel (jedná se o model paralelní). A započatá kódovaná forma některého chybného hesla pak může zpětně posílit aktivaci svého lemmatu, a tak být nakonec vybrána jako cílová.
Podle zastánců Dellova modelu dovede takové pojetí lépe vysvětlit některé specifické řečové chyby, především ty smíšené, které nesou souvislosti sémantické i formální, např. záměna slov penál a peněženka

## Polysémie a kontext
Zdá se, že počáteční aktivace hesel (především v průběhu porozumění) během lexikálního přístupu je procesem nezávislým na kontextu. Ten vstupuje do procesu zpracování řeči teprve jako nástroj k selekci cílového hesla ze všech aktivovaných. Tento aspekt byl zkoumán na percepci  polysémních výrazů, jako např. štěnice (bug), v různých kontextech. David Swinney zjistil na základě svého experimentu, že i v jednoznačně použitém kontextu (např. typu Při úklidu v místnosti narazili na různé pavouky, štěnice a jiný hmyz.) je po určitou dobu zpracovávání aktivní také kontextově neodpovídající význam daného výrazu (v tomto případě význam odposlouchávací zařízení).
Aktivace jednoho nebo druhého významu v určitém momentu se zjišťuje na základě jevu zvaného priming, tzn. využitím skutečnosti, že aktivace jednoho hesla/významu automaticky spustí aktivaci mnoha dalších, které jsou s ním v mentálním lexikonu úzce asociovány (na základě významové nebo formální podobnosti.

## Ovlivňující faktory: frekvence a morfologická rodina slova
Lexikální přístup, tedy toto rozšíření neurální aktivace napříč různými lexikálními hesly, je ovlivňován mnoha různými faktory. Kromě výše zmíněných formálních a významových souvislostí, které určují, jak budou různá hesla v lexikonu asociována, je to především frekvence. Slova s vyšší frekvencí obdrží vyšší aktivaci a s větší pravděpodobností tak budou vybrána z kohorty kandidátů. Stejně tak u polysémního výrazu může být jeden z jeho významů, který je frekventovanější, aktivován silněji a tudíž snáze přístupný rozpoznání.
Encyklopedické heslo Lexical Access na Wikiversity uvádí kromě frekvence jako podstatný faktor také konkrétnost vs. abstraktnost slova (konkrétní slova jsou aktivována silněji a dosahována snáze). Nezmiňuje se ale např. o velikosti morfologické rodiny slova, tj. množství všech morfologicky příbuzných slov (sdílejících jeden kořen). Výzkum tohoto faktoru ukazuje, že na sílu aktivace a rychlost rozpoznání nemá vliv jen frekvence slova, resp. součet frekvencí všech členů jeho morfologické rodiny, ale i systémová velikost jeho morfologické rodiny. Tedy kolik dalších slov jeho morfologická rodina obsahuje (hrob – hrobka – hrobař – hrobník – pohrobek), bez zřetele k tomu, jakou mají tato slova frekvenci užití.